# Carbone alpha

Formule topologique du benzylacétone avec les carbones en alpha et bêta du groupe carbonyle. Celui-ci possède deux hydrogènes β et deux α.

En chimie organique, le carbone alpha (ou « carbone en alpha ») est le premier atome de carbone attaché à un groupe fonctionnel. Par extension, on appelle le deuxième le carbone bêta, et ainsi de suite.
Cette nomenclature peut aussi s'appliquer aux atomes d'hydrogène attachés aux atomes de carbone. Un hydrogène attaché à un carbone alpha sera appelé hydrogène alpha, celui sur un carbone bêta hydrogène bêta, et ainsi de suite.
Cette nomenclature est parfois considérée non conforme à la nomenclature IUPAC (qui recommande d'identifier les carbones par des nombres et non par des lettres grecques), mais elle reste néanmoins très populaire, en particulier car elle permet d'identifier rapidement la position relative des carbones vis-à-vis d'autres groupes fonctionnels (un groupe carbonyle dans l'exemple à droite).
Les molécules organiques avec plus d'un groupe fonctionnel peuvent être source de confusion. En général, le groupe « responsable » de cette nomenclature est le groupe de « référence » en termes de nommage des carbones. Par exemple, les molécules du nitrostyrène et de la phényléthylamine sont très similaires, la première pouvant d'ailleurs être réduite en la seconde. Cependant, dans le nitrostyrène, le carbone α est le carbone adjacent au groupe styrène ; dans la phényléthylamine, ce même carbone est le carbone β, car le groupe principal de la phényléthylamine est le groupe amine, et non plus le groupe styrène, ce qui fait qu'on compte les atomes dans des sens opposés pour les deux molécules.

Nitrostyrène
Phényléthylamine

## Exemples

### Protéines et acides aminés

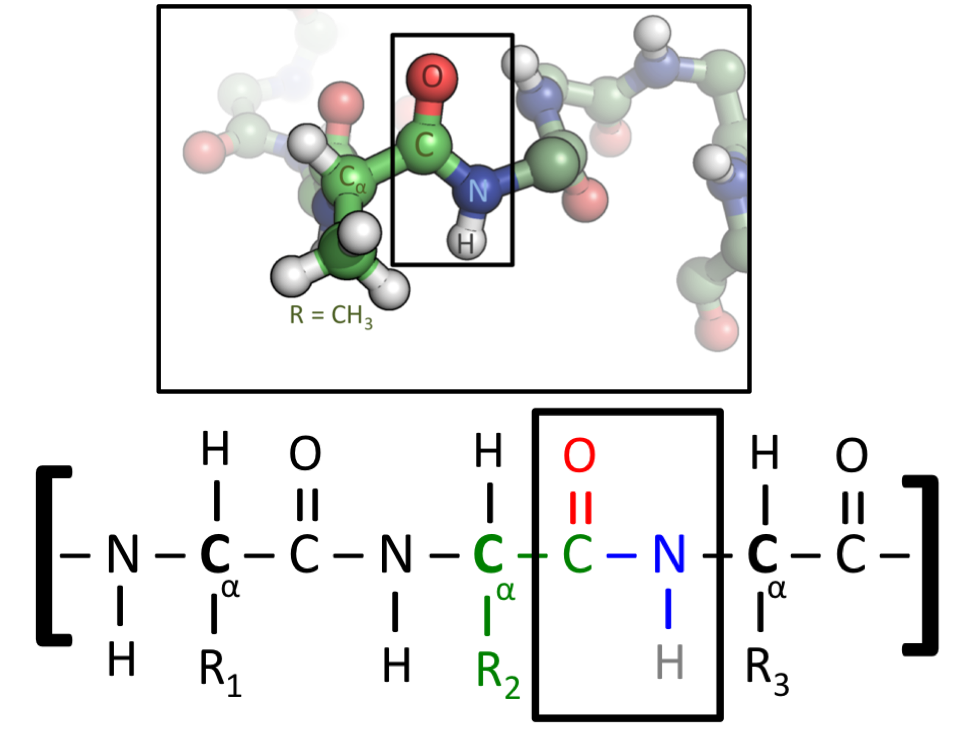
Liaison peptidique dans une protéine, avec carbone α.

Le vocabulaire « carbone α » s'applique également aux protéines et aux acides aminés, désignant dans ce cas le carbone lié au carbone du groupe amide/carboxyle. Pour les seconds, il donne même son nom aux différentes familles d'acides aminés, en fonction de la position du groupe amine par rapport au groupe carboxyle : les acides α-aminés, les plus courants et les plus importants en biologie, sont les acides aminés dont le groupe amine est attaché sur le carbone en α du groupe carboxyle, un acide β-aminé ayant le groupe amine attaché sur le carbone en β et ainsi de suite.
Dans le cadre des protéines, où l'on parle uniquement d'acides α-aminés liés par liaison peptidique, le carbone α est particulièrement important car c'est le carbone sur lequel s'attachent les différents substituants de chaque acide aminé et qui donne à chacun sa diversité. Ces groupes donnent au carbone α ses propriétés stéréogéniques, pour chaque acide aminé, à l'exception de la glycine. Le carbone α est donc un centre stéréogène pour chaque acide aminé, à l’exception de la glycine. Cette dernière ne possède d'ailleurs pas de carbone β, contrairement à tous les autres acides aminés.
Le carbone α d'un acide α-aminé joue un rôle important pour le repliement des protéines. Lorsque l'on décrit une protéine, on fait souvent l'approximation que la localisation de chaque acide aminé est celle de son carbone α. En général, les carbones α d'acides aminés adjacents dans une protéine sont distants d'environ 3,8 ångströms (380 picomètres).

### Énols et énolates
Le carbone α est également important pour la chimie des carbonyles à base d'énols et d'énolates. La condition pour un composé carbonylé d'être ou non énolisable est d'ailleurs la présence d'un hydrogène α. Les transformations chimiques qui provoquent la conversion, soit en énol soit en énolate, tendent en général à transformer le carbone α en nucléophile, et cible des alkylations (C-addition) en présence d'un halogénoalcane primaire. Une exception est la réaction avec les chlorures, bromures et iodures de silyle, où l'oxygène agit comme nucléophile (O-addition) pour produire un éther d'énol silylé.